# Renesanční zvonice v Popradě
Renesanční zvonice v Popradu je významná historická památka, nacházející se na náměstí sv. Egídia v Popradu. Stavba je součástí unikátního historického souboru spišských renesančních zvonic.
Stavba, která spolu s vedle stojícím Kostelem svatého Egídia dodnes tvoří charakteristickou dominantu hlavního popradského náměstí, je v pořadí druhou zvonicí, která vznikla na stejném místě. Původně zde vznikla zvonice nejprve v roce 1592. V blízkosti farního kostela postavil Ulrich Materer, stavitel z nedalekého Kežmarku, zvonici, která v původní podobě vydržela sedmdesát let. V roce 1663 ji do téměř dnešní podoby nechal přestavět Georgius Exoticus. Tuto událost dokládal latinský nápis na zvonici, který se našel při její obnově v roce 1924 (dnes však neexistuje). Podle tohoto nápisu výstavba probíhala od června do srpna 1663.
Třípodlažní stavba má na všech stranách hladkou fasádu. Přitom ještě do 50. let 20. století věž obsahovala nárožní bosáž, která byla v uvedeném období odstraněna, stejně jako sgrafitová výzdoba.
Zdi ve výši třetího podlaží mají na všech stranách okna - na severní a jižní dvoudílná a na východní a západní třídílná. Stavba je ukončena atikou, tvořenou pravidelně se opakujícími sloupky s polooblouky a volutami, a po celém obvodu obíhajícím slepou arkaturou. V ní se v minulosti nacházely malby evangelistů, apoštolů a alegorických postav.
Původně zvonice měla tři zvony původem ze 17. století. V roce 1844 ji však zachvátil velký požár, při kterém se zvony poničily. Toto datum na svém těle nese i jediný současný zvon, pocházející až z konce 19. století.